# Żłobista Kopka

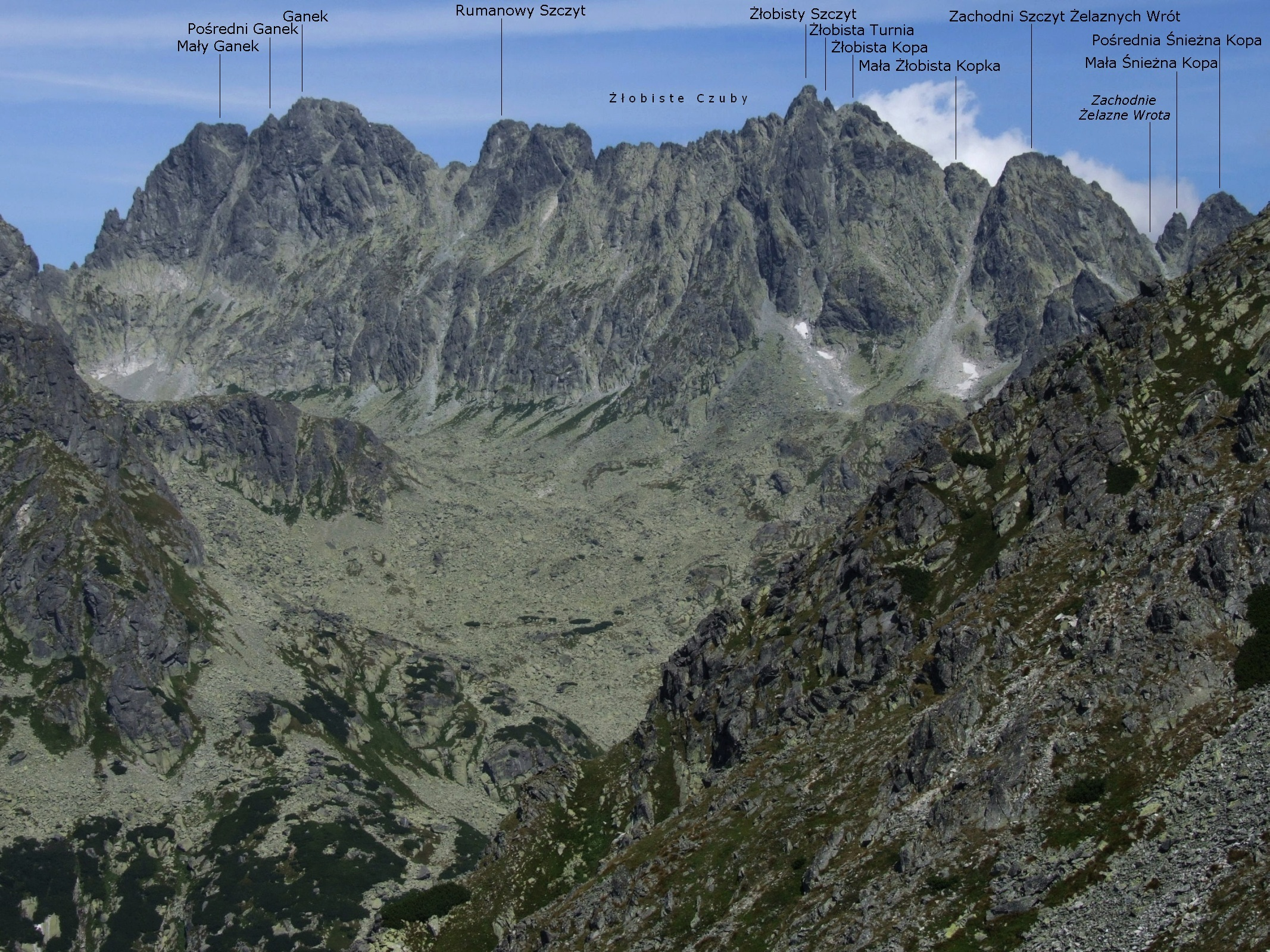
Widok z podejścia na Przełęcz pod Osterwą

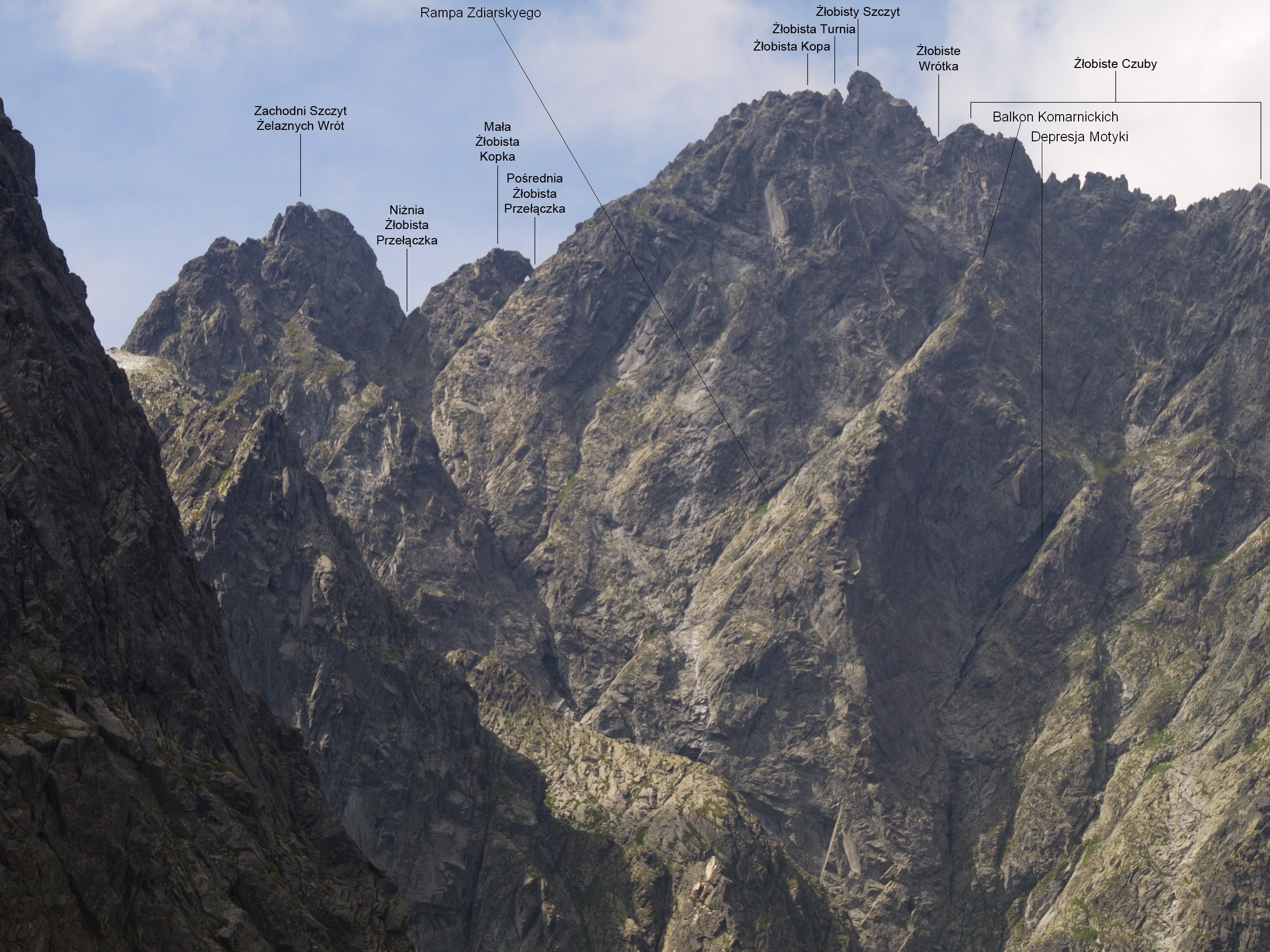
Widok z Doliny Litworowej

Żłobista Kopka (słow. Zlobná kôpka, Mala Zlobná kôpka, 2352 m, ok. 2360 m) – wzniesienie w masywie Żłobistego Szczytu w słowackich Tatrach Wysokich. Znajduje się w głównej grani Tatr pomiędzy Żłobistą Kopą, oddzielone od niej Pośrednią Żłobistą Przełączką (ok. 2355 m), a Zachodnim Żelaznym Szczytem, oddzielone od niego Niżnią Żłobistą Przełączką (2327 m). Na północno-wschodnią stronę opada ze Żłobistej Kopki ściana do górnej części Kaczego Żlebu, na południowo-zachodnią również ściana do depresji spod Niżniej Żłobistej Ławki.
Nazwa Żłobista Kopka jest adekwatna do topografii tej formacji skalnej. Janusz Chmielowski nazwał ją „niewielkim garbem”. Witold Henryk Paryski wprowadził jej polską nazwę Mała Żłobista Kopka, co według Władysława Cywińskiego jest podwójnym zdrobnieniem i w ramach „ekonomii nazewniczej” uprościł nazwę.
Wejście granią z Niżniej Żłobistej Przełączki na szczyt Żłobistej Kopki, a następnie zejście rysą do Pośredniej Żłobistej Przełączki (droga nr 1) jest łatwe: 0+ w skali tatrzańskiej. Ścianami Żłobistej Kopki brak przejść.
Drogi wspinaczkowe:
- Południowo-wschodnią granią z Niżnej Żłobistej Przełączki na Żłobisty Szczyt; I, miejsce II w skali tatrzańskiej, czas przejścia 1 godz.[3]